# Alejandra Usquiano
Alejandra Milena Usquiano Gómez (12 de mayo de 1993) es una deportista colombiana que compite en tiro con arco, en la modalidad de arco compuesto. Ganó tres medallas de oro en el Campeonato Mundial de Tiro con Arco al Aire Libre entre los años 2013 y 2021.

## Palmarés internacional
| Campeonato Mundial al Aire Libre | Campeonato Mundial al Aire Libre | Campeonato Mundial al Aire Libre | Campeonato Mundial al Aire Libre |
| Año                              | Lugar                            | Medalla                          | Prueba                           |
| -------------------------------- | -------------------------------- | -------------------------------- | -------------------------------- |
| 2013                             | Belek (Turquía)                  | Medalla de oro                   | Equipo                           |
| 2017                             | Ciudad de México (México)        | Medalla de oro                   | Equipo                           |
| 2021                             | Yankton (Estados Unidos)         | Medalla de oro                   | Equipo                           |